# Língua japhug
A língua japhug rgyalrong é uma língua Sino-Tibetana falada por cerca de 3 mil habitantes nas cidades de Barkam e Aba, que se localizam no noroeste da província de Sichuan, na região central da China.

## Origem
O nome ‘Japhug’ é de origem tibetana, sendo Ja-phug (em Japhug: tɕɤpʰɯ) o nome dado a um rio que passa por gSar-rdzong e Da-tshang.
A língua, se divide em dois principais dialetos, o kɤmɲɯ (em Mandarim: Ganmuniao, 干木鸟), falado em gDong-brgyad, e o ɬɤjaʁ (em Mandarim: Heierya, 黑爾丫), falado em gSar-rdzong.
Dentre as línguas rgyalrongicas encontramos o Zbu, o Tshosbun e o Rgyalrong Oriental, sendo este último encontrado em maior região. Todas essas, assim como o Japhug, são faladas na região de Sichuan e possuem fortes relações a respeito das estruturas linguisticas.
O Tibetano, apesar de distante das línguas rgyalrongicas na família Sino-Tibetana, exerceu forte influência sobre o vocabulário e a morfologia destas. Encontra-se poucos cognatos entre Japhug e Tibetano (menos de 150 palavras), entretanto, o Japhug possui quase 1000 palavras como empréstimo linguístico tibetanos. Observa-se nos quadros as diferenças entre os cognatos e os empréstimos linguísticos.
| Tibetano | Japhug | Tradução          |
| -------- | ------ | ----------------- |
| ɴdon     | ndɯn   | ler (em voz alta) |
| btsugs   | ftsɯɣ  | estabelecer       |
| bsdu     | βzdɯ   | coletar           |

| Tibetano | Japhug | Tradução                  |
| -------- | ------ | ------------------------- |
| ɕiŋ.tɕʰa | ɕoŋtɕa | madeira (para construção) |
| dgra     | ʁgra   | inimigo                   |
| tsʰos    | tsʰwi  | pintar, tingir            |

A família das línguas rgyalrongicas se destacam dentre as Sino-Tibetanas porque, diferente da maioria das línguas desta família , as rgyalrongicas apresentam ordem SOV e não possuem diferenciação de casos pessoais inclusivos ou exclusivos. Apesar das diferenças citadas, percebe-se que, assim como todas as outras línguas Qiangicas, o Japhug, além de manter a ordem SOV, geralmente apresenta o sujeito da frase transitiva antes do objeto da mesma.

## Fonética e Fonologia

### Consoantes
Em Japhug identifica-se a presença de 49 fonemas consonantais, uma quantidade muito maior que os 19 presentes na língua portuguesa. Estes fonemas estão apresentados na tabela a seguir.
|                                | Labiais | Apicais           | Apicais     | Apicais  | Dorsais | Dorsais  | Dorsais |
| Dentais                        | Labiais | Palato-alveolares | Retroflexas | Palatais | Velares | Uvulares |         |
| ------------------------------ | ------- | ----------------- | ----------- | -------- | ------- | -------- | ------- |
| Plosivas desvozeadas           | p       | t                 |             |          | c       | k        | q       |
| Plosivas desvozeadas aspiradas | pʰ      | tʰ                |             |          | cʰ      | kʰ       | qʰ      |
| Plosivas vozeadas              | b       | d                 |             |          | ɟ       | g        |         |
| Plosivas pré-nasalizadas       | mb      | nd                |             |          | ɲɟ      | ŋg       | ɴɢ      |
| Africadas desvozeadas          |         | ts                | tɕ          | tʂ       |         |          |         |
| Africadas aspiradas            |         | tsʰ               | tɕʰ         | tʂʰ      |         |          |         |
| Africadas sonoras              |         | dz                | dʑ          | dʐ       |         |          |         |
| Africadas pré-nasalizadas      |         | ndz               | ndʑ         | ndʐ      |         |          |         |
| Plosivas nasalizadas           | m       | n                 |             |          | ɲ       | ŋ        |         |
| Fricativas desvozeadas         |         | s                 | ɕ           | ʂ        |         | x        | χ       |
| Fricativas sonoras             |         | z                 | ʑ           |          |         | ɣ        | ʁ       |
| Soantes não-nasais             | w       | l                 |             | r        | j       |          |         |
| Laterais aspiradas             |         | ɬ                 |             |          |         |          |         |

### Rimas
O conjunto da vogal e da consoante final de cada sílaba é conhecido por ‘rima’. Em Japhug, observa-se a presença das seguintes rimas.
|                  |     | Labiais | Labiais | Labiais | Apicais | Apicais | Apicais | Apicais | Laminais | Dorsais | Dorsais | Dorsais | Dorsais |
| -p               | -β  | -m      | -t      | -n      | -s      | -l      | -r      | -j      | -ɣ       | -ʁ      | -ŋ      |         |         |
| ---------------- | --- | ------- | ------- | ------- | ------- | ------- | ------- | ------- | -------- | ------- | ------- | ------- | ------- |
| Não-arredondadas | -ɑ- |         | -ɑβ     | -ɑm     | -ɑt     | -ɑn     | -ɑs     | (-ɑl)   | -ɑr      |         | (-ɑɣ)   | -ɑʁ     | -ɑŋ     |
| Não-arredondadas | -e- |         |         |         | (-et)   |         |         |         |          |         |         |         |         |
| Não-arredondadas | -ɤ- |         | -ɤβ     | -ɤm     | -ɤt     | -ɤn     | -ɤs     | -ɤl     | -ɤr      | -ɤj     | -ɤɣ     |         |         |
| Não-arredondadas | -i- |         |         |         | (-it)   | (-in)   | (-is)   | (-il)   |          | (-ij)   |         |         |         |
| Não-arredondadas | -ɯ- | (-ɯp)   | -ɯβ     | -ɯm     | -ɯt     | -ɯn     | -ɯs     | -ɯl     | -ɯr      |         | -ɯɣ     |         | -ɯŋ     |
| Arredondadas     | -o- |         |         | -om     | -ot     | -on     | -os     | (-ol)   | -or      | (-oj)   |         | -oʁ     | -oŋ     |
| Arredondadas     | -u- |         |         | -um     | (-ut)   | (-un)   | (-us)   |         | -ur      | (-uj)   | (-uɣ)   |         |         |

### Tons
Apesar da maioria das línguas rgyalrongicas apresentarem a acentos tonais, como constata-se em zbu as rimas glotalizadas ou em tons agudos nos exemplos tə-ɣbeʔ (em português: jogar) e rgɐ́m (em português: caixa), o Japhug não apresenta quaisquer variações neste campo, tampouco vestígios das mesmas.

### Reduplicação Parcial e Estrutura Silábica
A reduplicação parcial é um fenômeno morfofonológico que permite distinguir as distintas consoantes nos grupos iniciais. Este ocorre na primeira sílaba verbal (nos casos de funcionamento flexional) ou na primeira sílaba da raiz verbal (nos casos de função derivacional).
Durante esse fenômeno, há a transformação de uma única sílaba em duas, contudo, esta nova, não recebe a vogal e a consoante que a sucede, e é facultativo a presença da consoante que a antecede, caso haja mais de uma, sendo estes fonemas substituídos por -ɯ.
Gramaticalmente, a reduplicação parcial permite a identificação da posição medial, assim como é mostrado nos exemplos abaixo.
A) CCCVC -> CCɯ-CCMVC
zgroʁ -> zgɯ-zgroʁ     		     (kɤ-zgroʁ; em português: anexar)
B) CCCVC -> CCCɯ-CCCVC
fstɯn -> fstɯ-fstɯn     		     (kɤ-fstɯn; em português: servir)
Mediais são consoantes que antecedem a vogal e não estão presentes na duplicação da sílaba, consequentemente, o exemplo B não apresenta uma consoante medial, visto que, todos os fonemas consonantais que antecedem o vocálico [ɯ] estão presentes em [fstɯ].
Em Japhug, por sílaba, aceita-se no máximo três consoantes iniciais e uma final,  e permite-se apenas uma vogal. Portanto, resume-se a estrutura como:
(C) (C) C (C) V (C)
Desta forma, entende-se pela estrutura silábica máxima aquela formada, respectivamente, por:
Consoante Ante Pré-Inicial - Consoante Pré-Inicial - Consoante Inicial, Consoante Medial - Vogal - Consoante Final
As consoantes ante pré-iniciais são raras e frutos de empréstimos gramaticais tradicionais tibetanos e fonológicos históricos chineses.

## Ortografia
Dentre as línguas rgyalronicas apenas o rgyalrong oriental apresentou textos escritos, utilizando-se do alfabeto tibetano. Como o Japhug não tem uma tradição escrita, nos artigos acadêmicos fazem uso do IPA para representar os sons da língua.

## Nomes

### Pronomes Pessoais
Os pronomes em Japhug, assim como ocorre em português, não apresentam distinção de 1ª pessoa inclusiva e exclusiva. Ressalta-se, também, a ausência de variação de gênero dos pronomes pessoais.
| Pessoas do Discurso e Flexão em Número | Pronomes em Japhug |
| -------------------------------------- | ------------------ |
| 1ª pessoa do singular                  | a-ʑo               |
| 1ª pessoa do dual                      | tɕɯ-ʑo             |
| 1ª pessoa do plural                    | i-ʑo               |
| 2ª pessoa do singular                  | nɤ-ʑo              |
| 2ª pessoa do dual                      | ndʑɯ-ʑo            |
| 2ª pessoa do plural                    | nɯ-ʑo              |
| 3ª pessoa do singular                  | ɯ-ʑo               |
| 3ª pessoa do dual                      | ʑɤ-ni              |
| 3ª pessoa do plural                    | ʑa-ra              |

### Relações de Posse
Os nomes em Japhug podem ser substantivos possessivos inalienáveis, os quais necessitam de um prefixo possessivo, ou substantivos possessivos não-inalienáveis, em que o uso desses afixos pode ser descartado. Tem-se o uso desses morfemas em ‘nɤ-rpɯ’ (seu tio) e em ‘a-ŋga’ (minhas roupas). Segue tabela com os prefixos possessivos.
| Pessoa                | Prefixo |
| --------------------- | ------- |
| 1ª pessoa do singular | a-      |
| 1ª pessoa do dual     | tɕi-    |
| 1ª pessoa do plural   | i-      |
| 2ª pessoa do singular | nɤ-     |
| 2ª pessoa do dual     | ndʑi-   |
| 2ª pessoa do plural   | nɯ-     |
| 3ª pessoa do singular | ɯ-      |
| 3ª pessoa do dual     | ndʑi-   |
| 3ª pessoa do plural   | nɯ-     |
| Indefinido            | tɯ- tɤ- |
| Genérico              | tɯ-     |

### Afixos Nominais

#### Derivação Comitativa
A formação de advérbios comitativos do tipo “tendo X” ou “ juntamente a Y” a partir de um substantivo se dá pela reduplicação da última sílaba e o acréscimo do prefixo kɤ́– ou do kɤɣɯ–, não havendo alteração semântica entre estes afixos.

C) tɤ-sno kɤ́-jɯ~jaʁ nɯ lu-ta-nɯ     		     (em português: então, eles colocaram a sela com as suas mãos)
tɯ-jaʁ: mão
kɤ́-jɯ~jaʁ: comitativo 'com as mãos' 

#### Derivação Denominal
Para a formação de verbos denominais em Japhug, acrescenta-se o prefixo aɣɯ–. Esses novos verbos são intransitivos e de estado e designam ações como “tendo X”, produzindo muito(s) Y” ou “tendo o mesmo Z”. Segue alguns exemplos.
| Substantivo Primitivo | Significado | Verbo Denominal | Significado               |
| --------------------- | ----------- | --------------- | ------------------------- |
| tɤ-lu                 | Leite       | aɤɯ-lu          | Produzindo muito leite    |
| ɯ-mdoʁ                | Cor         | aɤɯ-mdoʁ        | Tendo a mesma cor         |
| smɤn                  | Remédio     | aɤɯ-smɤn        | Tendo um efeito medicinal |

## Verbos
As línguas podem apresentar diversos tempos, aspectos e modos verbais que não necessariamente mantém uma correlação interlinguística. Assim, para definir os aspectos verbais do Japhug deve-se analisar as seguintes situações:

Estados: situações estáticas em um período determinado;
Processos: situações homogêneas de alternância de fases;
Eventos: situações em que uma nova ação prossegue subitamente uma ação anterior.

Os verbos em Japhug podem pertencer a dois aspectos distintos: o imperfeito, que descreve estados e processos, e o perfectivo, que representa apenas eventos. Ocorre, também, o fato de algumas categorias verbais se restringirem a um tempo específico, como o passado imperfeito, o presente e o não-passado, e outras se caracterizarem mais a relações aspectuais do que temporais, como aorista, imperfeito e mediativo. Em Japhug, considera-se uma categoria verbal como imperfeita quando esta descreve estados e processos, e classifica-se como perfectiva quando trata-se apenas de eventos. Bem como, uma categoria é dita como contínua quando faz-se uso dos prefixos asɯ- / ɤsɯ-, indicando a perduração de certa ação verbal. Já o mediativo indireto é aplicado ao relatar fatos que o falante não testemunhou. As categorias verbais do Japhug são:

No tempo pretérito:
-  Aorista ou Pretérito Perfectivo
- Pretérito Mediativo Indireto
- Pretérito Imperfeito
- Pretérito Mediativo Indireto Imperfeito
- Pretérito Imperfeito Contínuo
- Pretérito Mediativo Indireto Imperfeito Contínuo

Pontua-se, também, que no Japhug, para indicar ações em que há mudança de estado utiliza-se o Mediativo Indireto, mesmo que o orador testemunhe o ocorrido, e faz-se uso de Aorista apenas quando o mesmo presencia a ação por completo.
Os verbos intransitivos não aceitam os prefixos asɯ- / ɤsɯ-, não podendo formar, portanto, verbos em categorias contínuas. Alguns verbos transitivos não possuem forma Pretérita Mediativa Indireta, fato que ocorre por incompatibilidade semântica ou por possuir, nessa categoria, a mesma estrutura que em Aorista. Verbos estáticos, que correspondem aos adjetivos portugueses, ao serem usados em Aorista ou no Pretérito Mediativo Indireto, recebem o sentido de surgir uma nova ação, intervenção. Exemplo:

D) tɤ-xti     		     (em português: ele cresceu (ele ainda pode ser alto))
tɤ: prefixo indicador de Aorista
xti: verbo estático

Nos tempos não pretéritos:
- Presente
- Imperfeito
- Mediativo Direto
- Não Pretérito 
- Não Pretérito Contínuo
- Imperfeito Contínuo
- Mediativo Direto Contínuo
- Presente Contínuo

O Presente indica estados ou processos que estão em andamento. Verbos com prefixo direcional é kɯ- / ku- possuem o mesmo termo para representar tanto o Presente, quanto o Imperfeito. O Mediativo Direto é utilizado para representar ações que alguem testemunhou, fazendo uso dos prefixos direcionais nɯ- / ɲɯ-. Em contrapartida, o Imperfeito pode expressar eventos, estados ou processos e é capaz de trazer o impessoal para os verbos intransitivos. O Não Pretérito é usado para expressar estados e processos no presente (situações genéricas, usuais ou presentes) ou no futuro (seja próximo ou distante).

### Sintaxe
A ordem básica das frases em Japhug é no formato SOV (Sujeito-Objeto-Verbo). Para línguas SOV, denota-se como construção harmônica aquelas que apresentam o uso morfológico verbal de sufixos, e, como desarmônica, por ser demasiadamente incomum em línguas com ordem frasal rígida, o uso de prefixos.
Em Japhug, tem-se como morfologia principal a prefixal, ou seja, a construção desarmônica, pois esta é utilizada em orações coordenadas, com um verbo de ação e um verbo lexical resultando em um único predicado. Contudo, há também casos de harmonia, em que orações subordinadas, com um verbo lexical e um de ação não resultam em um único predicado.
O alinhamento característico do Japhug é o ergativo-absolutivo junto com uma marcação de alinhamento direto-inverso. O caso ergativo é marcado com o morfema kɯ se apresenta logo após o sujeito da oração transitiva a fim de identificá-lo. Neste tipo de alinhamento necessita-se, também, de um morfema comum para identificar o sujeito da oração intransitiva e o objeto da transitiva, o qual, em Japhug, se dá pelo Ø. Assim como observa-se nas frases a seguir:

E) ɬamu ci ɲɤ-nɤre     		     (em português: Lhamo riu um pouco)
Sujeito: ɬamu (Lhamo) - Ø 
Classificação do verbo: intransitivo

F) ʁdɤrʑi kɯ ɬamu pɯ-a-mto     		     (em português: Rdorje viu Lhamo) 
Agente: ʁdɤrʑi (Rdorje) - kɯ  
Paciente (Objeto): ɬamu (Lhamo) - Ø 
Classificação do verbo: transitivo

Em E, por se tratar de um verbo intransitivo, não há a classificação de agente e paciente, mas sim de sujeito, independente do mesmo realizar ou sofrer a ação.  A seguir estão os afixos utilizados para verbos intransitivos para cada um dos pronomes pessoais, sendo ‘R’ o radical da estrutura verbal.
| Pessoa do Discurso    | Afixos Verbais |
| --------------------- | -------------- |
| 1ª pessoa do singular | R-a            |
| 1ª pessoa do dual     | R-tɕi          |
| 1ª pessoa do plural   | R-i            |
| 2ª pessoa do singular | tɯ-R           |
| 2ª pessoa do dual     | tɯ-R-ndʑi      |
| 2ª pessoa do plural   | tɯ-R-nɯ        |
| 3ª pessoa do singular | R              |
| 3ª pessoa do dual     | R-ndʑi         |
| 3ª pessoa do plural   | R-nɯ           |

A presença do morfema ergativo kɯ é obrigatória quando os participantes são da 3ª pessoa, entretanto são muito raros na presença de 1ªs e 2ªs pessoas, ocorrendo majoritariamente em frases contrastantes.

### Marcação Direta-Inversa
Hierarquia de Empatia é variável entre línguas, mas em geral segue-se o padrão:

[1ª pessoa/2ª pessoa] > [3ª pessoa] > [3ª pessoa animada não humana] > [3ª pessoa inanimada]

Nas línguas que possuem marcação direta-inversa, há um marcador que indica quando o agente se sobrepõe ao paciente (marcador direto) e um quando o paciente está acima da hierarquia do agente (marcador inverso). Diferentemente das línguas que apresentam esta característica, o Japhug faz uso apenas do prefixo wɣ-, sendo o morfema indicativo do alinhamento direto Ø.

G) pɯ-mtó-t-a     		     (em português: eu o/a vi)
Agente: eu (1ª pessoa) - -a
Paciente: ele/ela (3ª pessoa) - Ø
Marcação: direta - Ø

H) pɯ́-wɣ-mto-a     		     (em português: ele/ela me viu)
Agente: ele/ela (3ª pessoa) - Ø
Paciente: eu (1ª pessoa) - -a
Marcação: inversa -wɣ

Observação: -t, presente em G, é uma marcação de tempo, que não ocorre em H, pois é exclusivo de marcações diretas em que o verbo termina em vogal e o sufixo é requerido pelo tempo e modo do verbo.
É interessante ressaltar também que quando as duas pessoas presentes no discurso pertencem à classe mais alta da hierarquia [1ª pessoa/2ª pessoa] (domínio de direção local), não há diferenciação entre marcação direta ou inversa. Adicionalmente, quando as duas pessoas fazem parte da 3ª pessoa, independente da classe hierárquica, vários fatores sintáticos, semânticos e pragmáticos influenciam na decisão da direção da marcação. O funcionamento da flexão verbal em japhug em detrimento das pessoas da oração encontra-se disposto na tabela abaixo:
| Agente | Paciente      | Paciente      | Paciente  | Paciente    | Paciente      | Paciente     | Paciente    | Paciente      | Paciente  |             |
| Agente |               | 1ª P singular | 1ª P dual | 1ª P plural | 2ª P singular | 2ª P dual    | 2ª P plural | 3ª P singular | 3ª P dual | 3ª P plural |
| ------ | ------------- | ------------- | --------- | ----------- | ------------- | ------------ | ----------- | ------------- | --------- | ----------- |
| Agente | 1ª P singular |               |           |             | ta-R          | ta-R-ndʑi    | ta-R-nɯ     | R-a           | R-a-ndʑi  | R-a-nɯ      |
| Agente | 1ª P dual     | R-tɕi         | R-tɕi     | R-tɕi       | ta-R          | ta-R-ndʑi    | ta-R-nɯ     |               |           |             |
| Agente | 1ª P plural   | R-i           | R-i       | R-i         | ta-R          | ta-R-ndʑi    | ta-R-nɯ     |               |           |             |
| Agente | 2ª P singular | kɯ-R-a        | kɯ-R-tɕi  | kɯ-R-i      |               |              |             | tɯ-R          | tɯ-R      | tɯ-R        |
| Agente | 2ª P dual     | kɯ-R-a-ndʑi   | kɯ-R-tɕi  | kɯ-R-i      | tɯ-R-ndʑi     | tɯ-R-ndʑi    | tɯ-R-ndʑi   |               |           |             |
| Agente | 2ª P plural   | kɯ-R-a-nɯ     | kɯ-R-tɕi  | kɯ-R-i      | tɯ-R-nɯ       | tɯ-R-nɯ      | tɯ-R-nɯ     |               |           |             |
| Agente | 3ª P singular | wɣ-R-a        | wɣ-R-tɕi  | wɣ-R-i      | tɯ-wɣ-R       | tɯ-wɣ-R-ndʑi | tɯ-wɣ-R-nɯ  | R             | R         | R           |
| Agente | 3ª P dual     | wɣ-R-a-ndʑi   | wɣ-R-tɕi  | wɣ-R-i      | tɯ-wɣ-R       | tɯ-wɣ-R-ndʑi | tɯ-wɣ-R-nɯ  | R-ndʑi        | R-ndʑi    | R-ndʑi      |
| Agente | 3ª P plural   | wɣ-R-a-nɯ     | wɣ-R-tɕi  | wɣ-R-i      | tɯ-wɣ-R       | tɯ-wɣ-R-ndʑi | tɯ-wɣ-R-nɯ  | R-nɯ          | R-nɯ      | R-nɯ        |

### Afixos Verbais
Em Japhug, nota-se uma série de afixos usados para acompanhar um verbo, a fim de determiná-lo.
| -5                 | -4               | -3                             | -2                                               | -1                 | 0             |
| ------------------ | ---------------- | ------------------------------ | ------------------------------------------------ | ------------------ | ------------- |
| Prefixo possessivo | Prefixo negativo | Prefixo de movimento associado | Direção da categoria TAM (tempo, aspecto e modo) | Prefixo particípio | Raiz do verbo |

A maioria dos verbos em Japhug recebe um prefixo de direção. Apesar da maior parte destes possuir uma direção específica determinada lexicalmente, alguns podem assumir mais de uma orientação, causando nuances em seu valor semântico. Percebe-se esta variação no verbo ’ndza’ (em português: comer), que, em seu valor semântico comum, é utilizado na direção “cima” (ta-ndza), contudo, ao referir-se a animais carnívoros, utiliza-se também o direcionamento "rio abaixo" (tʰɯ-ndza). Abaixo apresenta-se uma tabela com os prefixos de direção em Japhug.
| Direção     | Perfectivo | Imperfeito | Perfectivo entre 3ªs pessoas | Evidencial |
| ----------- | ---------- | ---------- | ---------------------------- | ---------- |
| Cima        | tɤ-        | tu-        | ta-                          | to-        |
| Baixo       | pɯ-        | pjɯ-       | pa-                          | pjɤ-       |
| Rio acima   | lɤ-        | lu-        | la-                          | lo-        |
| Rio abaixo  | tʰɯ-       | cʰɯ-       | tʰa-                         | cʰɤ-       |
| Leste       | kɤ-        | ku-        | ka-                          | ko-        |
| Oeste       | nɯ-        | ɲɯ-        | na-                          | ɲɤ-        |
| Sem direção | jɤ-        | ju-        | ja-                          | jo-        |

## Numeração
Os números até 99 em Japhug seguem uma estrutura padrão de um morfema para cada dezena e um para cada unidade. Na formação de números com uma dezena ou mais há a alteração de algumas partes das transcrições numéricas das unidades, as quais são:

- Remoção do prefixo kɯ-
- Acréscimo do prefixo p- em tɤɣ e alteração do fonema ɤ por ɯ
- Alteração do fonema ʁ- em ʁ-nɯz por m-
- Alteração do fonema χ em χ-sɯm por f-
- Alteração do fonema tʂ em kɯ-tʂɤɣ por r

Nota-se, também, que sempre que o número for maior ou igual a 10 e o algarismo da unidade for diferente de 0, altera-se o fonema i por a. Bem como, ressalta-se, a junção do ‘sqa’ com o morfema das unidades a partir do número 21.
Sobre a formação dos prefixos das distintas dezenas (20, 30, 40…), há a remoção da consoante final e as vogais ‘a’ e ‘i’ são substituídas respectivamente por ‘ɤ’ e ‘ɯ’. Pode-se observar essas regularidades no quadro a seguir.
| Numeral | Japhug  | Numeral | Japhug    | Numeral | Japhug    | Numeral | Japhug      | Numeral | Japhug      | Numeral | Japhug    |
| ------- | ------- | ------- | --------- | ------- | --------- | ------- | ----------- | ------- | ----------- | ------- | --------- |
| 1       | tɤɣ/ci  | 7       | kɯ-ɕnɯz   | 13      | sqa-f-sum | 19      | sqa-ngɯt    | 25      | ɣnɤ-sqamŋu  | 40      | kɯβdɤ-sqi |
| 2       | ʁ-nɯz   | 8       | kɯ-rcat   | 14      | sqa-βde   | 20      | ɣnɤ-sqi     | 26      | ɣnɤ-sqaprɤɣ | 50      | kɯmŋɤ-sqi |
| 3       | χ-sɯm   | 9       | kɯ-ngɯt   | 15      | sqa-mŋu   | 21      | ɣnɤ-sqaptɯɣ | 27      | ɣnɤ-sqaɕnɯz | 60      | kɯtʂɤ-sqi |
| 4       | kɯ-βde  | 10      | sqi       | 16      | sqa-p-rɤɣ | 22      | ɣnɤ-sqamnɯz | 28      | ɣnɤ-sqarcat | 70      | kɯɕnɤ-sqi |
| 5       | kɯ-mŋu  | 11      | sqa-p-tɯɣ | 17      | sqa-ɕnɯz  | 23      | ɣnɤ-sqafsum | 29      | ɣnɤ-sqangɯt | 80      | kɯrcɤ-sqi |
| 6       | kɯ-tʂɤɣ | 12      | sqa-m-nɯz | 18      | sqa-rcat  | 24      | ɣnɤ-sqaβde  | 30      | fsu-sqi     | 90      | kɯngɯ-sqi |

Na estrutura frasal em Japhug o numeral se apresenta após o substantivo e o adjetivo, como é mostrado no exemplo abaixo.

tɤpɤtso χsɯm, rgargɯn ʁnɯz, nɯ ra kɤ-fstɯn pɯ-ra     		     (em português: ela teve que cuidar de três crianças e dois idosos (por conta própria)).
tɤpɤtso: criança
χsɯm: três
rgargɯn: idosos
ʁnɯz: dois

Todos os números acima de 100 são empréstimos do tibetano. Estes apresentam uma variação morfológica menor quando comparados aos que os antecedem. Observe o quadro comparativo.
| Numeral | Tibetano  | Japhug   |
| ------- | --------- | -------- |
| 1000    | stŋ       | stoŋtsu  |
| 10000   | kʰri      | kʰrɯtsu  |
| 100000  | ɴbum.tʰer | mbɯmχtɤr |

## Texto
Nyima 'Odzer é uma epopeia da cultura rgyalrongica que narra a história de Nyima ‘Odzer, filho do chefe de uma aldeia. O jovem foge de casa junto com seu meio-irmão ao descobrir que sua madrasta deseja matá-lo. Assim, os dois enfrentam períodos difíceis em longas caminhadas até encontrar uma casa onde morava um velho, o qual decidiu cuidar deles. Passando a viver com o avô adotivo, o rei decide matar todos aqueles que nasceram no ano do tigre, assim, Nyima ‘Odzer passa a ser alvo dos guardas reais. Porém, com a ajuda da filha do rei, ele consegue vencer e se torna rei do povo da região. Segue um trecho inicial da história em Japhug e sua tradução em português.
1. kɯɕɯŋgɯ kɯɕɯŋgɯ tɕe tɤru ci pjɤ-tu
Costumava haver um chefe de aldeia.
2. tɕe tɤru nɯ nɤkínɯ wuma ʑo pjɤ-mɤɕi ri
Este chefe da aldeia era muito rico.
3. tɕendɤre ɯ-rʑaβ nɯ kɯ-pɯ-pe ci pjɤ-ŋu tɕeri ɯ-rʑaβ nɯ to-ngo tɕe ɲɤ-si
Ele tinha uma esposa muito bonita, mas ela morreu de doença.
4. tɕe nɤ ɯ-rʑaβ cho ndʑi-tɕɯ ci pjɤ-tu tɕe
Ele teve um filho com esta esposa,
5. nɯ ɲimawozɤr pjɤ-rmi ɲimawozɤr pjɤ-rmi tɕɤn tɕeri nɤkínɯ
O nome dele era Nyima 'Odzer.
6. nɯ ɯ-qhu tɕe tɕe nɤki tɤru nɯ kɯ li ɯ-rʑaβ ci ɲɤ-nɯ-ɕar
Então, o chefe da aldeia encontrou outra esposa.
7. tɕe nɤ ɯ-rʑaβ ci nɤ-nɯ-ɕar nɯ ɯ-rʑaβ nɯ pjɤ-mpɕɤr tɕe
Esta esposa era muito bonita,
8. tɕeri nɤkínɯ ɯ-tɕɯ kɯ-wxti nɯ taʁ pjɤ-ŋɤn
Mas ela era má com o filho mais velho do rei.
9. tɕɤn ɯ-tɕɯ nɯ kɯ nɤki a-pa kɯki rcánɯ a-ɬaʁ kɯki maka ɯ-stu maʁ to-ti pjɤ-ŋu ri
O filho disse: "Pai, minha madrasta não é uma real (humana)".
10. ɯ-wa nɯ maka mɯ-pjɤ-khuɯ tɕendɤre nɤki nɯmɯ cho ndʑi-rɟit ci to-tu
Mas seu pai não queria ouví-lo. (O rei e a madrasta) tiveram um filho.
11. tɕe li ndʑi-tɕɯ pjɤ-ŋu tɕe nɯnɯ ndʑi-tɕɯ nɯnɯ zlawawozɤr pjɤ-rmi
Eles tiveram outro filho, cujo nome era Zlaba 'Odzer.
12. tɕendɤre nɤkínɯ ku-rɤʑí-nɯ pjɤ-ŋu tɕe tɕeri
Eles viviam assim.
13. tɤ-mu nɯ kɯ iɕqha ɲimawozɤr nɯ wuma ʑo pjɤ-naʁdɤs
A mãe odiava Nyima 'Odzer,
14. tɕeri nɯɕimɯma nɤki kɤ-sat nɯmɯ mɯ-pjɤ-cha
Mas ela não poderia matá-lo de uma vez.
15. tɕendɤre nɤkínɯ pjɤ-rɯsɯso nɤ pjɤ-rɯsɯso tɕɤn
Ela pensou.
16. kɯ-maqhu tɕe ɯʑo kɯ-ngo to-ʑɣɤpa tɕe kɯ-ngo to-ʑɣɤpa tɕe
Finalmente, ela fingiu estar doente.
17. tɕendɤre nɤki tɤ-wa nɯ kɯ tɤru nɯ kɯ nɤki tɤ-rpi ra ʑimkhɤm ʑo ɲɤ-sɯ-βzu
O pai, o chefe da aldeia, lia sutras por um longo tempo.
18. kɯ-wxti ɲɤ-sɯ-βzu kɯ-xtɕi ɲɤ-sɯ-βzu tɕeri maka kɯ-phɤn pjɤ-me
Ele leu grandes sutras, pequenos sutras, mas não teve efeito.
19. sɯɤnba ra to-sɯ-βzu ri maka kɯ-phɤn pjɤ-me tɕe
Ele a tratou por médicos, mas não teve efeito.
20. ma ɲɯ-ɲɤ-thɯ ʑo pjɤ-ɕti ma tu-ʑɣɤpa pjɤ-ɕti
Pelo contrário, sua situação piorou porque ela estava fingindo.
21. tɕendɤre nɤkínɯ maka nɯthamtɕɤt ʑo nɤ-smɤn tɤ-sw-βzú-t-a ri
(O rei) disse: "Eu tenho tantos remédios preparados para você,
22. maka mɯ́-phɤn tɕe tɕhi ʑo tú-wɤ-stu phɤn to-ti
Mas não tem efeito, o que fazer?"
23. tɕendɤre maka kɯ-phɤn ci wuma ʑo tu ri nɯ kɤ-ti nɯ a-rqo mɯ́j-ɬoʁ to-ti
"Existe de fato um método eficaz, mas não me atrevo a dizer qual."
24. tɕendɤre nɤkínɯ kɯ-phɤn ci a-pɯ-tu nɤ a-tɤ-ti tɕe tú-wɣ-z-nɤma ma nɯ maka ki kɯ-fse mɯ́j-pe nɤʑo ɲɯ-tɯ-sɤzdɯɣpa to-ti
"Se existe um método, deve ser dito. Vamos aplicá-lo, você está tão infeliz de outra forma.”
25. tɕendɤre kɯki ʁo kɯ-phɤn ci tu ri maka kɤ-ti a-rqo mɯ́j-ɬoʁ
"Existe um método, mas não me atrevo a dizer qual é."
26. a nɯ ntsɯ tu-tɯ-ti ɲɯ-ŋu tɕe nɯ ma-tɤ-tɯ-ti tɕe
"Ah, você sempre diz isso, não diga isso."
27. nɤki tɤru nɯ kɯ to-ti tɕe nɤ-smɤn tú-ɣw-sɯ-βzu to-ti
O chefe da aldeia disse: "Vamos preparar o seu remédio."
28. tɤ-rʑaβ nɯ kɯ a-tɕɯ nɤki ɲimawozɤr ɣɯ ɯ-sni kɯ-sɤɕke ʑo
A esposa disse: "o coração ainda quente do meu filho Nyima 'Odzer,
29. nɯ tu-ndze-a tɕe phɤn ɲɯ-sɯsám-a to-ti
Se eu puder comê-lo, eu vou me curar"